# William Lyne
Sir William John Lyne, född 6 april 1844, död 3 augusti 1913, var en australisk politiker.
Lyne var premiärminister i New South Wales mellan 1899 och 1901 och innehade sedan olika ministerposter i den federala regeringen under premiärministrarna Edmund Barton och Alfred Deakin. Han är mest känd för den så kallade "Hopetoun-blundern", som handlade om att han oväntat blev tillfrågad om att bli Australiens första premiärminister, men visade sig vara oförmögen att bilda en regering. Benämningen av händelsen härrör från Lord Hopetoun, Australiens första generalguvernör, som i okunnighet om de politiska förhållandena erbjöd den federala premiärministerposten till premiärministern i den mest folkrika delstaten (detta efter kanadensisk förebild, då dess federativa stat bildades).
Som handelsminister var han delaktig i att genomdriva en protektionistisk linje, och 1908 antogs den så kallade "Lyne-tariffen", vilket blev ett slags slutpunkt för kampen mellan frihandel och protektionism i landet. Lyne har också tillskrivits ansvar för att genomdriva en politik med skottpengar på pungvarg, vilket ledde till dess utrotning.